# Annett Krendlesberger
Annett Krendlesberger (geboren am 5. Oktober 1967 in Wien) ist eine österreichische Schriftstellerin.

## Leben
Annett Krendlesberger studierte Philosophie, Theaterwissenschaft und Betriebswirtschaft an der Universität Wien und arbeitete in verschiedenen Dienstleistungsunternehmen, bevor sie sich 2005 zur Gänze dem Schreiben zuwandte. Seither veröffentlicht sie Prosa und Lyriktexte in Literaturzeitschriften und Anthologien sowie im Österreichischen Rundfunk. Für die Arbeit an ihrem ersten Buch wurde sie 2010 mit dem Theodor-Körner-Preis für Literatur ausgezeichnet. Beweislast (Prosa in Episoden) sowie der Erzählband Flaschendrehn wurden 2011 publiziert. In den Jahren 2016 bis 2019 folgten weitere Prosabände, wie beispielsweise Doch oder Zwei Blatt und zwei. 2023 wurde sie für den Publikumspreis des Feldkircher Lyrikpreises nominiert. Im selben Jahr erschien ihr Band DALIEGENDE. UNBEWEGT in der Edition fabrik.transit. 
Annett Krendlesberger lebt in Wien. Sie ist Mitglied der Grazer Autorinnen Autoren Versammlung (GAV), des Literaturkreises Podium sowie seit 2024 Vorstandsmitglied des Österreichischen Schriftsteller/innenverbandes (ÖSV).

## Publikationen (Auswahl)
- DALIEGENDE. UNBEWEGT, Edition fabrik.transit, Wien 2023, ISBN 978-3-903267-58-9
- anfangs noch. Prosastücke. Edition fabrik.transit, Wien 2019, ISBN 978-3-903267-06-0
- Zwei Blatt und zwei. Prosa. Verlag Bibliothek der Provinz, Weitra 2018, ISBN 978-3-99028-740-8
- Doch. Erzählungen. Kitab Verlag, Klagenfurt 2016, ISBN 978-3-902878-67-0
- Flaschendrehn. Erzählungen. Kitab Verlag, Klagenfurt 2011, ISBN 978-3-902585-90-5
- Beweislast. Prosa in Episoden. Kitab Verlag, Klagenfurt 2011, ISBN 978-3-902585-78-3

## Auszeichnungen
- 2023 Finalistin beim Feldkircher Lyrikpreis 2023
- 2010 Theodor-Körner-Preis für Literatur
- 2008 2. Preis beim FM4-Literaturwettbewerb Wortlaut 08[8]
- 2006 3. Preis beim FM4-Literaturwettbewerb Wortlaut 06[9]